# Enrico Nicchi
Enrico Nicchi (Gubbio, 17 agosto 1937 – Gubbio, 27 novembre 2013) è stato un calciatore italiano, di ruolo centrocampista.

## Carriera
Dopo gli esordi tra i dilettanti con il Gubbio, nel 1960 passa alla Sambenedettese disputando tre campionati di Serie B per un totale di 64 presenze e 5 reti, ed un campionato di Serie C.
Prosegue la carriera giocando altri tre anni in Serie C con il Cosenza ed infine per 6 anni con il Castrovillari nelle serie minori.

## Palmarès

### Club

#### Competizioni regionali
- Prima Categoria: 1

Castrovillari: 1967-1968